# IC 2233
IC 2233 هي مجرة، تتبع كوكبة الوشق. اكتشفها إسحاق روبرتس في 1894.

## روابط خارجية
- IC 2233 على موقع ويكي سكاي: DSS2, SDSS, GALEX, IRAS, Hydrogen α, X-Ray, Astrophoto, Sky Map, Articles and images